# Lasioglossum platycephalum
Lasioglossum platycephalum är en biart som först beskrevs av Rayment 1927.  Lasioglossum platycephalum ingår i släktet smalbin, och familjen vägbin. Inga underarter finns listade i Catalogue of Life.

## Bildgalleri

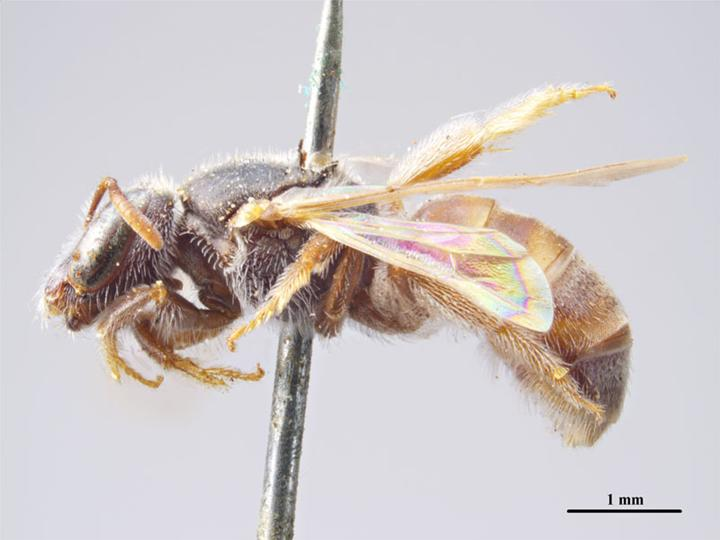
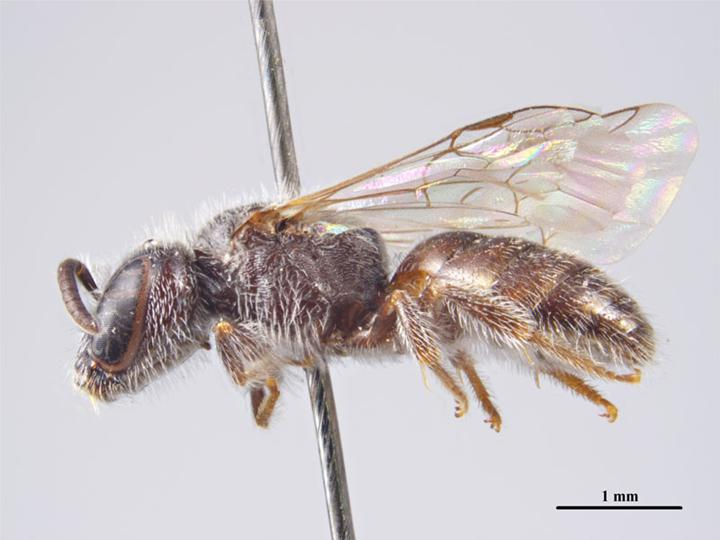